# به همان جوانی که حس می‌کنی
به همان جوانی که حس می‌کنی (انگلیسی: As Young as You Feel) فیلمی آمریکایی در سبک کمدی به کارگردانی هارمون جونز است که در سال ۱۹۵۱ منتشر شد.

## بازیگران
- مونتی وولی
- تلما ریتر
- دیوید وین
- جین پیترز
- کنستانس بنت
- مریلین مونرو
- راس تامبلین
- آلبرت دکر
- دان بدو
- فرانک ویلکاکس
- مینور واتسون
- جیمز گریفیث
- امرسون تریسی